# Христо Мутафчиев
Христо Стефанов Мутафчиев е български театрален, филмов, телевизионен, озвучаващ актьор и певец. Председател е на Съюза на артистите в България.

## Биография
Христо Мутафчиев е роден на 4 април 1969 г. в Карлово. Завършва актьорско майсторство за драматичен театър във ВИТИЗ „Кръстьо Сарафов“ в класа на професор Надежда Сейкова и Илия Добрев през 1994 г.

### Актьорска кариера
В периода 1994 – 1995 г. играе на сцената на Драматичен театър „Н. О. Масалитинов“ в Пловдив, а от 1995 г. е част от трупата на Малък градски театър „Зад канала“.
От 2005 г. е председател на Съюза на артистите в България.
Христо Мутафчиев има и редица роли в телевизионни филми и продукции, както и участия в реклами. Сред популярните му изяви са ролите в сериалите „Дунав мост“, „Клиника на ІІІ етаж“, „Огледалото на дявола“, както и в телевизионните продукции „Най-важното в живота“ и „Църква за вълци“.
През 2000 г. изиграва ролята на Татуирания във филма „Пансион за кучета“ на режисьора Стефан Командарев. През 2007 г. се снима в друг филм, на същия режисьор – „Светът е голям и спасение дебне отвсякъде“. През 2013 г. взема участие във филма на Димитър Колев „Нежни куршуми“, където се превъплъщава в ролята на голям подземен бос.
През февруари 2014 г. участва и в българската версия на шоуто „Dancing stars“, където е член от журито.
През август 2014 г. е член на Обществения съвет към министъра на културата на Република България.

### Личен живот
За кратко е женен за актрисата Лиза Шопова, но се развеждат. Заедно имат син – Асен, който също е актьор.
Христо по-късно се жени за Елица, сегашната си съпруга. С нея имат заедно едно дете - дъщеря им Ая. Елица има син от предишна връзка, Благовест. 

## Награди и отличия
- 2000 – Награда за млад актьор „Иван Димов“;
- 2001 – Наградата на САБ за актьор, изиграл най-много главни роли през сезон 2000/2001 г.;
- 2005 – Наградата на САБ „ИКАР 2005“ за главна мъжка роля: Големанов в „Големанов“;
- 2006 – Награда за мъжка роля в „Опечалена фамилия“ на Международния фестивал „Дни на Зоран Радмилович“ в град Зайчар, Сърбия;
- 2018 – Орден „Св. св. Кирил и Методий“ – огърлие
- 2021 – награда „Аскеер“ за водеща мъжка роля : Райчо в „Плач на Ангел“

## Участия в театрални постановки
- „12 гневни“ (Реджиналд Роуз) (2018)
- „Гнездото“ (1997) (Йордан Радичков) – мюзикъл
- Морячето в „Коледна приказка“ от Чарлз Дикенс
- Дон Бъкър в „Пеперудите са свободни“ от Леополд Герш
- Виктор в „Когато гръм удари“ от Пейо Яворов
- чайката Джонатан в „Чайка на име Джонатан Ливингстън“
- Джон в „Стъклената менажерия“ от Тенеси Уилямс
- Петраки Глухонемия в „Суматоха“ от Йордан Радичков
- Кросното в „Сън в лятна нощ“ по Шекспир
- Гендов в „Морската болест“ от Ст. Л. Костов
- ефрейтор, сержант, гробар, старец в „Цезарово сечение“ от Дарио Фо
- Макс в „Макс и Мориц“
- Ромео в „Ромео и Жулиета“
- Момчето в „Таня, Таня“ от Оля Мухина
- лудия на селото в „Славейковци“ по Петко и Пенчо Славейкови
- Калоджеро ди Спелта в „Голямата магия“
- Михаил Андреевич Афремов, Гений, Лице от моста в „Живият труп“
- Алберт в „Страданията на младия Вертер“
- пратеник на Бога в „Коронацията“ от Етиен Рободенго
- Амфореас в „Борци“ от Стратис Карас
- Арзухалов, теляк в банята, монахиня в болницата, алпинист, спускащ се от Черни връх, стрелочник на гара Шумен, чайка и келнер в кафенето пред Народния театър в „Казаларската царица“ (Иван Вазов)
- шефа на колумбийската мафия в „Любов в Мадагаскар“
- Карл фон Мор в „Разбойници“
- куцльото в „Куцльото от забутания остров“
- Харолд в „Харолд и Мод“
- Йохан Герхард Милтенбергер в „Хубавата Клара“
- Ерик в „Охранители“
- Лафарж в „Поручик Бенц“
- Деметрий в „Тит“
- Хелм в „Господин Паул“
- Големанов в „Големанов“
- Агатон Агасич в „Опечалена фамилия“
- „За теб“
- „Духът на поета“

## Кариера на озвучаващ актьор
Мутафчиев се занимава и с озвучаване на филми и сериали от 1997 г., когато Асен Аврамов, изпълнителния продуцент на Арс Диджитал Студио, лично го кани да озвучи Дафи Дък и Бъгс Бъни. Той озвучава героите в „Космически забивки“, 22 филма от „Шантави рисунки“ и „Весели мелодии“ като част от поредицата видеокасети „Звездите от Космически забивки“, издадени от Александра Видео, и отново озвучава Дафи във войсоувър дублажа на Арс Диджитал Студио на анимационния сериал „Дък Доджърс“.
Известен е с ролите си на Сид в поредицата „Ледена епоха“ на 20th Century Fox и Blue Sky Studios от 2003 до 2016 г., и Джина в „Аладин“ на Дисни от 2004 до 2005 г., записани в студио Александра Аудио.
Последният му засега озвучен филм е „Ледена епоха: Големият сблъсък“ през 2016 г.
| Актьор         | Заглавия | Роли |
| -------------- | --- | --- |
| Боб Питърсън   | Търсенето на Немо Търсенето на Дори | Г-н Лъч |
| Джон Легуизамо | Ледена епоха Ледена епоха 2: Разтопяването Ледена епоха 3: Зората на динозаврите (дублаж на Александра Аудио) Ледена епоха: Мамутска Коледа (дублаж на Александра Аудио) Ледена епоха 4: Континентален дрейф Ледена епоха: Големият сблъсък | Сид |
| Мел Бланк      | Кръстосаният Бъни Да търсиш под заека теле! Ваканция на диета Брегът на разбойниците Бездомният заек Бързият заек слепи ги ражда Застраховка за глупаци Заек строевак Дък Доджърс в 24-тия век и половина Заешки дяволии Пернати и космати Ракетен екип Супер паток Дяволски неприятности Бостънският кваки Дяволът и патокът Гневът на маймуните На живо с Бъни Заешко меню Доктор Дявол и Мистър Заек Треската преди Коледа Стълба към звездите | Бъгс Бъни Дафи Дък Бъгс Бъни Дафи Дък Бъгс Бъни Дафи Дък Бъгс Бъни Дафи Дък Бъгс Бъни Дафи Дък Бъгс Бъни Бъгс Бъни и Дафи Дък Бъгс Бъни |
| Робин Уилямс   | Аладин Аладин и царят на разбойниците | Джинът |
| Тим Къри       | Камъчето и пингвина (дублаж на Арс Диджитал Студио) Фърнгъли: Последната екваториална гора Барток Великолепни | Дрейк (вокал) Хексус Череп |

- „Аладин и завръщането на Джафар“ – Джина (Дан Кастеланета), 2005
- „Вълшебният меч“ (дублаж на Арс Диджитал Студио) – Грифон (Бронсън Пинчът), 1999
- „Принцеса Анастасия“ (дублаж на Арс Диджитал Студио) – Распутин (Кристофър Лойд), 1998
- „Принцесата лебед“ – Ротбарт (вокал) (Лекс де Азеведо), 1997
- „Принцесата лебед и тайната на замъка“ – Клавий (вокал) (Майкъл Ланинг и Джейк Уилямсън), 1998
- „Принцът на Египет“ – Хюи (Мартин Шорт), 1998
- „Роботи“ – Джак Хамър (Алън Розенбърг), 2005
- „Стюарт Литъл“ – Смоуки (Чаз Палминтери) / Детектив Шърман (Джон Полито), 2000
- „Фърнгъли 2: Магическото избавление“ – Гоана (Гари Мартин), 1999
- „Чикън Литъл“ – Куче-коментатор (Хари Шиърър), 2005

## Филмография
| Година           | Филми и Сериали                                         | Серии | Копродукции                                     | Роля                                                  |
| ---------------- | ------------------------------------------------------- | ----- | ----------------------------------------------- | ----------------------------------------------------- |
| 2021             | Порталът                                                | 1     |                                                 | Добри Панайотов през 2019 г.                          |
| 2020             | Ягодова луна                                            | 12    |                                                 | Ангел Генчев                                          |
| 2020             | Рут (къс филм)                                          |       |                                                 | Борис                                                 |
| 2017             | Посоки                                                  |       |                                                 |                                                       |
| 2017             | Ние, нашите и вашите                                    | 24    |                                                 | Марин (в 10 епизода)                                  |
| 2014             | Нежни куршуми                                           |       |                                                 | Нико Колев                                            |
| 2014             | Съдилището                                              |       | България / Германия / Хърватска                 | Жоро                                                  |
| 2011 – 2016      | Под прикритие                                           | 60    |                                                 | Александър Миронов (в 11 епизода – 2011 – 2012)       |
| 2011             | Миграцията на паламуда                                  |       |                                                 | Райчо                                                 |
| 2010             | Цахес                                                   |       |                                                 |                                                       |
| 2009             | Хъшове                                                  | 4     |                                                 | Станчо Дерибеев                                       |
| 2007 – 2008      | „Щъркелите ще се върнат“ – („Vratice se rode“)          | 25    | Сърбия                                          | Димче („в 24-та серия – 2008“)                        |
| 2008             | Светът е голям и спасение дебне отвсякъде               |       | България / Германия / Словения / Унгария        | Васил „Васко“ Георгиев                                |
| 2007             | Чифликът на чучулигите – („La masseria delle allodole“) |       | Италия / България / Испания /Франция / Германия | заптие                                                |
| 2006             | Ханибал – („Hannibal“)                                  |       | Великобритания                                  | Вандикар                                              |
| 2006             | Църква за вълци                                         | 12    |                                                 | Лазар                                                 |
| 2004             | Ганьо Балкански се завърна от Европа (тв сериал)        | 4     |                                                 | Гуньо Адвокатина (в 3 серии: II, III и IV)            |
| 2001             | Най-важните неща                                        | 2     |                                                 | Мазута                                                |
| 2001             | Хълмът на боровинките                                   |       |                                                 |                                                       |
| 2001             | Огледалото на дявола                                    | 4     |                                                 | Радо Дамянов – „Павароти“                             |
| 2000             | Пансион за кучета                                       |       |                                                 | Виктор, татуирания крадец                             |
| 1999, 2000, 2010 | Клиника на третия етаж                                  | 35    |                                                 | доктор Едуард Томасян (в 35 серии: от I до XXXV вкл.) |
| 1999             | Дунав мост                                              | 7     |                                                 | циганинът Ачо, бивш откачен затворник                 |
| 1997             | Трите лели                                              |       |                                                 | котарака                                              |
| 1994             | Гори, гори огънче                                       | 4     |                                                 | войникът от Каварна                                   |